# Klemmbrett

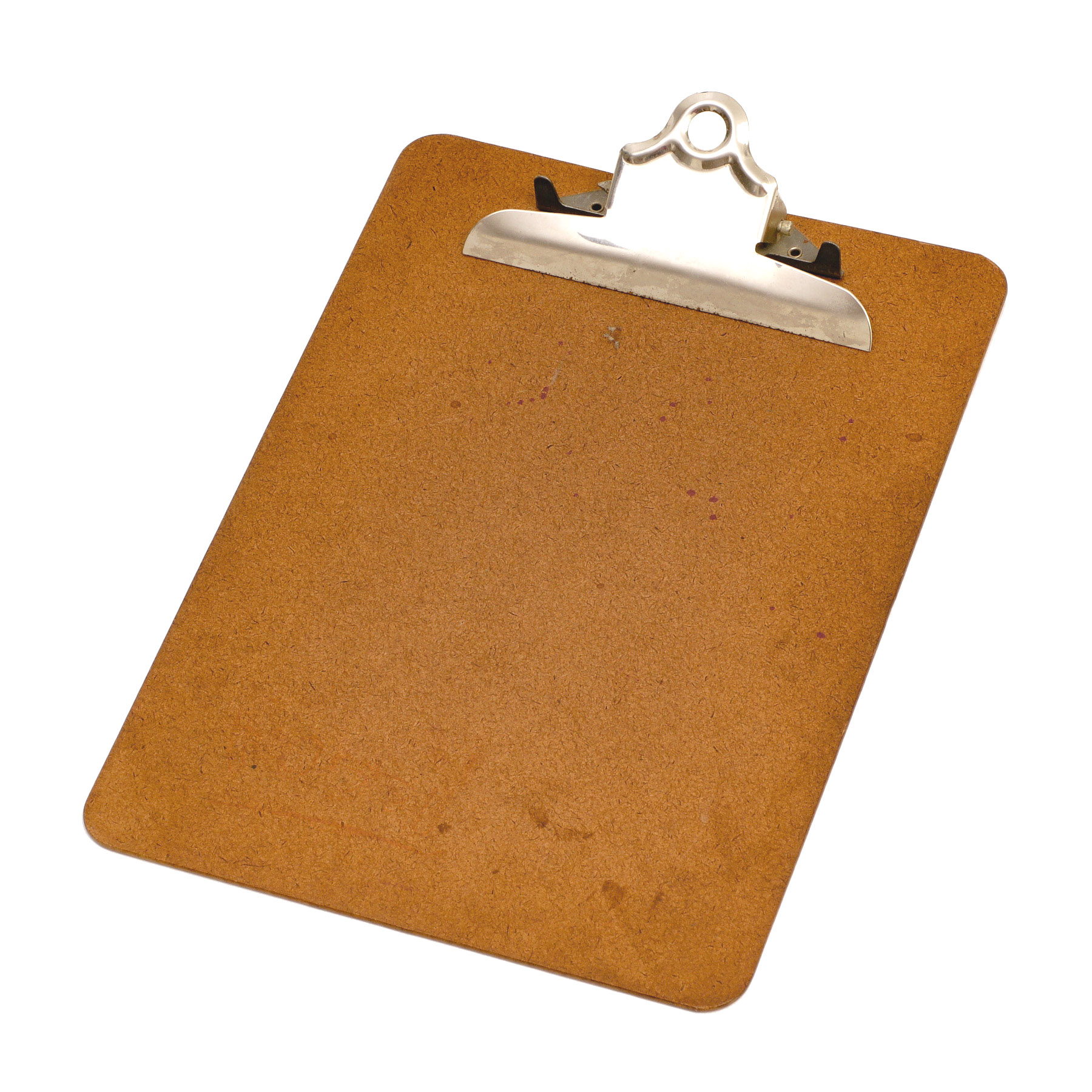
Hölzernes Klemmbrett

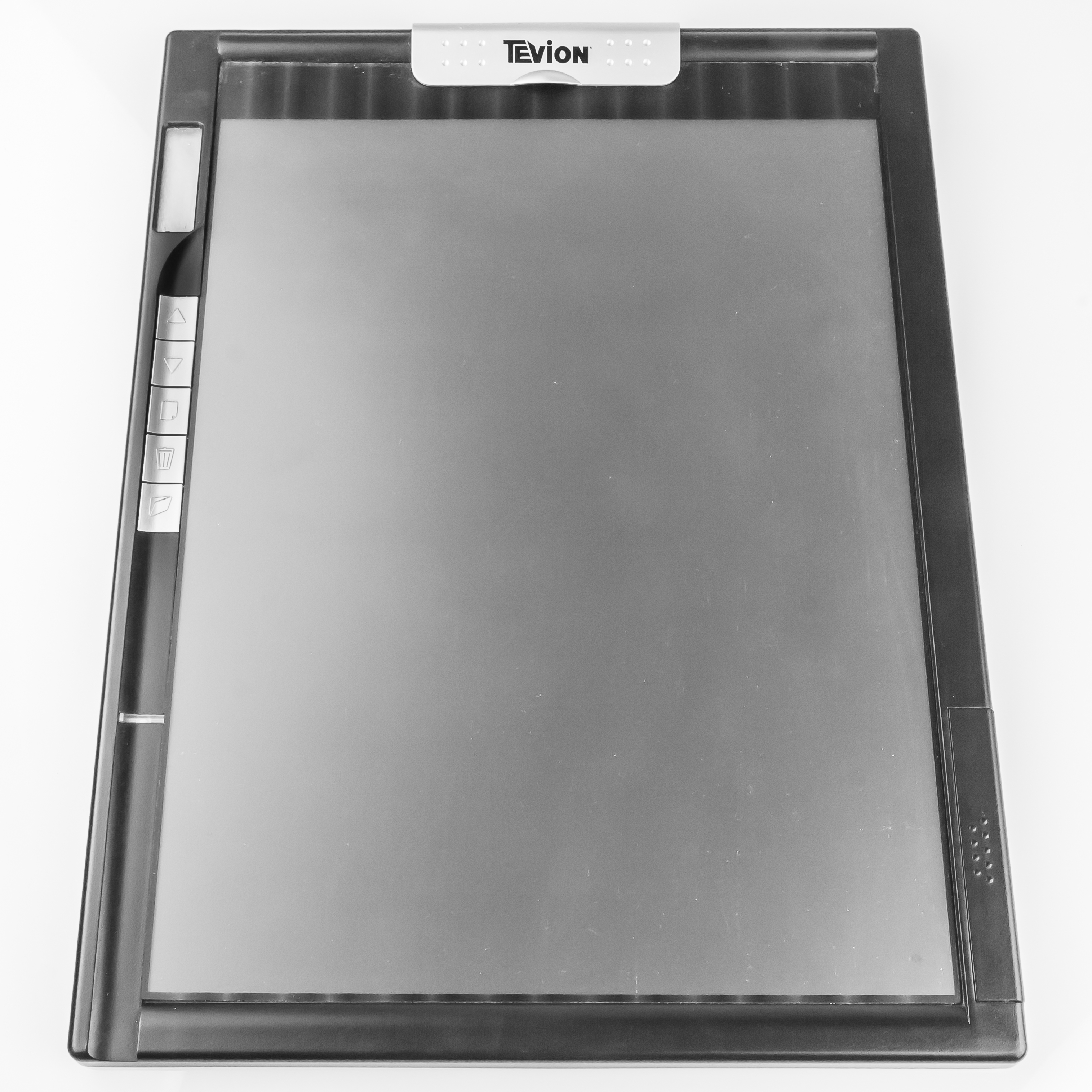
Digitales Klemmbrett

Ein Klemmbrett ist ein dünnes Brett, das am oberen Ende mit einer Klammer versehen ist und zur Aufzeichnung von Notizen dient. In die Klammer kann ein Papierstapel eingespannt werden, das Brett dient als feste Schreibunterlage. Klemmbretter werden immer dann verwendet, wenn keine passende oder bequeme Schreibunterlage vorhanden ist, so etwa bei beruflichen Ortsterminen.
Oft sind Klemmbretter im Inneren von Schaltschränken oder ähnlichen Orten angebracht, um Wartungen, Reinigungen oder Reparaturen zu dokumentieren. Piloten verwenden Kniebretter, die mit einem Klettverschluss am Bein befestigt werden können.
Klemmbretter sind üblicherweise etwas größer als das Papierformat DIN A4. Klemmbretter bestanden früher aus Holz, heute aus Kunststoff oder häufig aus Pappe, die in Kunststoff eingeschweißt ist, wobei die Klammer oben angenietet ist. Teilweise ist ein Schreibstift unverlierbar angebracht (mittels Kette oder Faden) und eine Halteschlaufe dafür vorhanden. Teilweise gibt es auch eine zusätzliche Klammer an der linken Seite. Aufwendigere Versionen werden im Vermessungswesen als Feldbuchrahmen bezeichnet. Professionelle Klemmbretter bestehen teilweise aus Aluminium und verfügen bspw. über ein zusätzliches Papierfach, eine Trageschlaufe sowie eine Beleuchtung.
Der Japaner Kenji Kawakami entwickelte das Klemmbrett zum tragbaren Schreibtisch weiter. Mit Ablagen, Papierkorb, Büroleuchte und allen Materialien ausgestattet bietet es eiligen Geschäftsleuten die Möglichkeit, auch unterwegs und im Gehen zu arbeiten. Diese Erfindung war jedoch scherzhaft gemeint und gehört in den Bereich der Chindōgus.